# Prättigau

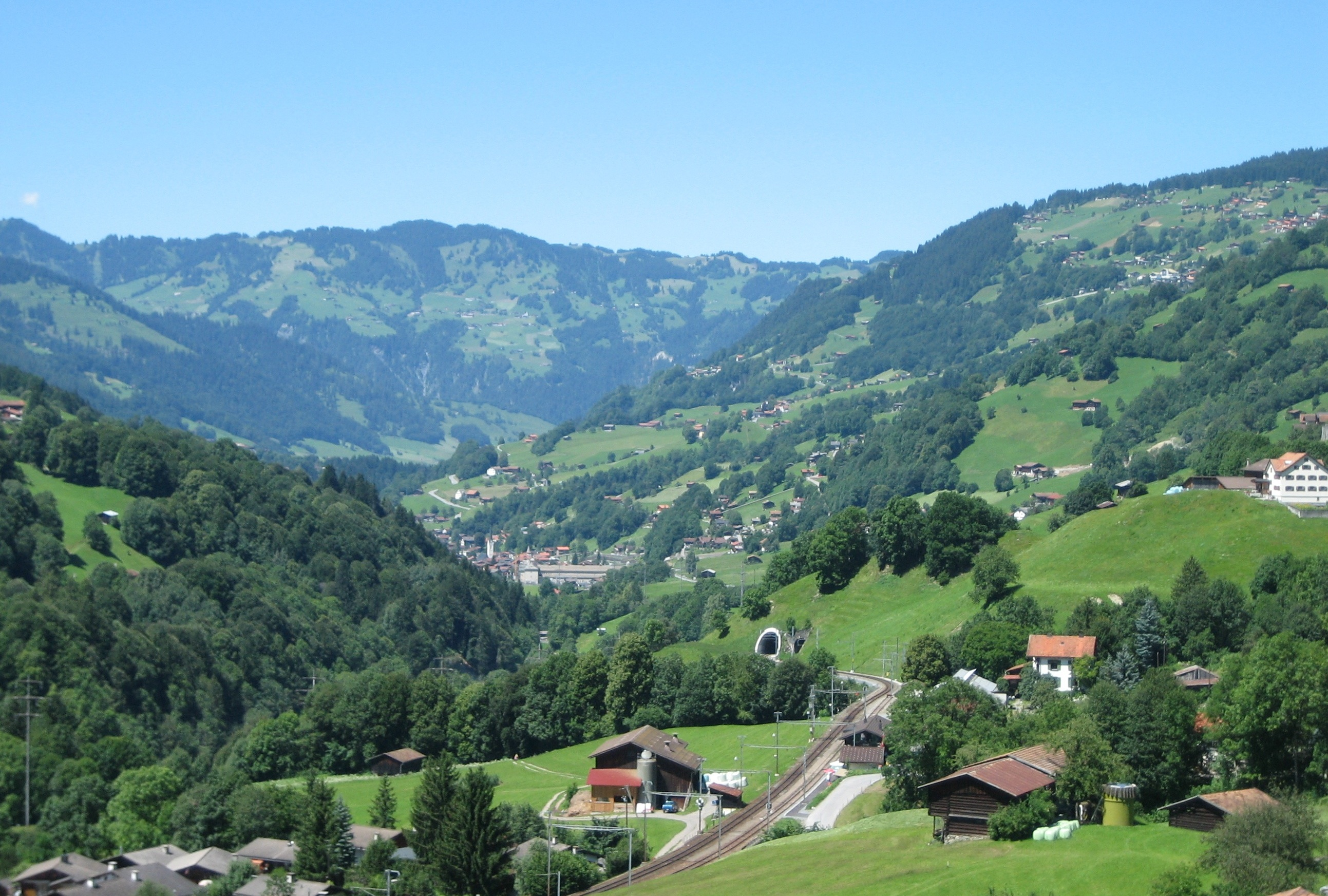
Prättigau in noordelijke richting bij Küblis

Prättigau is een dal in het kanton Graubünden, Zwitserland. 
Hier liggen de wereldberoemde skicentra: Klosters en Davos in het dal van de Landwasser. Midden in het dal loopt de rivier Landquart. Onder in het dal ligt de plaats Landquart, net ten noorden van Chur, de hoofdstad van Graubünden. Oorspronkelijk waren de bewoners in het dal afhankelijk van de houtindustrie, maar de laatste tijd is de toeristenindustrie de voornaamste inkomstenbron. Zowel in de zomer als in de winter is het er druk.

## Natuur
In 2006 zijn er in het dal sporen van een wolf aangetroffen.